# Ilemijski trokut
Ilemijski trokut (engl. Ilemi Triangle) je sporni teritorij u istočnoj Africi na tromeđi između Južnog Sudana, Kenije i Etiopije. Obuhvaća površinu od približno 10 do 14.000 km2 i slabo je naseljen. Ime je dobila po vođi naroda Anuak — Ilemiju Akwonu. Teritoriju smatraju svojom i Južni Sudan i Kenija. Spor je nastao još 1902. godine, a de facto upravu nad Ilemijskim trokutom ima Kenija.

## Položaj
U odnosu na Južnui Sudan, Ilemijski trokut se nalazi u krajnjem jugoistočnom dijelu države, u saveznoj državi Istočna Equatoria. U odnosu na Keniju, nalazi se na njenom krajnjem sjeveru, sjeverozapadno od jezera Turkana. U odnosu na Etiopiju, trokut se nalazi na njenom jugozapadu.

## Geografske i geološke osobine
Geološka građa područja je jednostavna - na sjeveru i jugu se ističu uzvisine nastale vulkanskim izljevima bazalta, Watha Peth i Lokwanamoru, s nadmorskim visinama od 500-1.700 metara. Između njih su močvarna i barska zemljišta s glinovito-pjeskovitom osnovom. Klima regije je subekvatorijalna sa srednjim godišnjim temperaturama do 25-28°C i oborinama iznad 1.000 milimetara. Razlikuju se kišno i sušno doba godine. U pogledu vegetacije najzastupljenije su travne i savanske formacije.

## Stanovništvo
Teritorij Ilemijskog trokuta je slabo naseljen. Postoji nekoliko manjih naselja i to najviše u pograničnom pojasu s Etiopijom, među kojima su najznačajniji liwan, Lotoibok i Lokwor. Pleme Turkana, koji živi nomadskim načinom života, seli se u ove krajeve zbog ispaše i sezonski plodne zemlje. Osim njih, u Ilemijskom trokutu žive i plemena Didinga, Topasa i Nyangatom.

## Povijest
Prvo razgraničenje na ovim prostorima uspostavio je etiopski kralj Menelik II., proglasivši početkom 20. stoljeća sav teritorij do jezera Turkana svojim. Već 1902. godine uspostavljena je granica između Britanskog Sudana i Etiopije, koja je dobila ime po kapetanu Philipu Maudu, pa je nazvana "Maudova linija". Njen status službeno je potvrđen 6. prosinca 1907. godine na osnovu Britansko-etiopskog sporazuma. Za vrijeme i nakon Prvog svjetskog rata etiopske vlasti su naoružavale narod Nyangatomkoji je napadao lokalno stanovništvo oko jezera Turakana. Godine 1928. sudanske vlasti su dozvolile kenijskim vojnim snagama da pređu "Maudov liniju" s ciljem da zaštite plemena Turkana od učestalih napada.
Tijekom 1934. godine sudanske i kenijske vlasti su utvrdile novu granicu koja je bila nešto sjevernije i predstavljala je krajnji domet nomada naroda Turkana. Granica je postala poznata kao "Crvena linija" i službeno je potvrđena 1938. godine. Tijekom Drugog svjetkog rata došlo je do novog sukoba lokalnih plemena, a nakon povlačenja Italije, britanske trupe su okupirale Ilemijski trokut 1941. godine. Ubrzo zatim, njihove vojne trupe su uspostavile novu granicu poznatu kao "Plava linija", koja se prostirala nešto sjevernije od "crvene". Godine 1950., sudanske vlasti su utvrdile svoju patrolnu granicu i zabranile njen prelazak nomadima iz Kenije i Etiopije.
Period između 1955. i 1980. godine protekao je u de facto upravi kenijskih vlasti nad trokutom, jer je u Sudanu vođen građanski rat. Početkom 1990-ih zahladili su odnosi između Etiopije i Kenije zbog međusobnog naoružavanja lokalnih plemena. Neovisnošću Južnog Sudana od srpnja 2011. godine Vlada sjevernog Sudana prenijela je ovlaštenja vezana za sporni teritorij na ovu novoformiranu državu.

## Galerija
- Ilemijski trokut
- Topografska karta
- Satelitska snimka

## Vanjske poveznice
- sudantribune.com  Arhivirana inačica izvorne stranice od 23. prosinca 2018. (Wayback Machine) (engl.)
- history.ucsb.edu (engl.)
- menasborders.com (engl.)